# Jakab Kauser
Jakab Kauser (* 22. März 1878 in Budapest; † 27. Juni 1925 ebd.) war ein ungarischer Stabhochspringer.
Bei den Olympischen Spielen 1900 in Paris wurde er Vierter mit 3,10 m.
1902 wurde er Englischer Meister. Seine persönliche Bestleistung von 3,36 m stellte er am 15. Juni 1902 in Budapest auf.